# عبدالرضا نیک‌بین رودسری

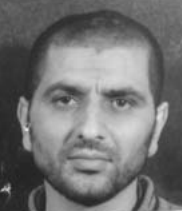
عبدارضا نیک بین رودسری در زندان ساواک

عبدالرضا نیک‌بین رودسری ملقب به عبدی نیک‌بین(۱۳۲۱، مشهد - ۱ مرداد ۱۳۹۶، تهران) از پایه‌گذاران اصلی سازمان مجاهدین خلق ایران بود.

## سالهای اولیه زندگی و تحصیلات
متولد سال ۱۳۲۱ در مشهد در خانواده‌ای کارمند متولد شد. نام پدرش یوسف بود. تحصیلات ابتدائی و متوسطه را در مشهد گذراند. سپس برای ادامهٔ تحصیل به تهران آمد و در رشتهٔ ریاضی دانشگاه تهران مشغول تحصیل شد. با گذشت دو سال از تحصیل دانشگاهی، به دلیل اشتیاق به مطالعات و بررسی‌های سیاسی- اجتماعی، دانشگاه را رها کرد.

## فعالیت‌های سیاسی
در سالهای آخر دبیرستان در جلسات کانون نشر حقایق که توسط محمدتقی شریعتی اداره می‌شد، شرکت می‌کرد که از همان‌جا با مفاهیم مذهبی-سیاسی آشنا شد. از آغاز تحصیلات دانشگاهی، در انجمن اسلامی به فعالیت پرداخت. در همین ارتباط با افرادی چون محمد حنیف‌نژاد و سعید محسن آشنا شد و به تدریج در جریان فعالیت‌های سیاسی روابط نزدیکتری با آن‌ها پیدا کرد. پس از کناره‌گیری از دانشگاه، به‌طور تمام وقت به کارهای سیاسی می‌پرداخت. در این برهه، میان سه نفر، جلسات و نشست‌های متعددی برگزار شد که طی آن به مشورت و همفکری دربارهٔ تحلیل اوضاع سیاسی- اجتماعی و شرایط نوین مبارزه می‌پرداختند. به دلیل وحدت نظر در اغلب مسائل، نسبت به تشکیل سازمانی در این رابطه توافق کردند؛ که مدتی بعد سازمان مجاهدین خلق ایران را پایه گذاشتند. وی با افرادی چون سید محمود طالقانی، مرتضی مطهری و مهدی بازرگان ارتباط داشت و در جلسات آن‌ها شرکت می‌کرد.
زاویهٔ برخورد او با مسائل بیشتر سیاسی- اجتماعی بود. همچنین فردی ایدئولوژیک و پرمطالعه بود. روی مسائل سیاسی- اقتصادی تمرکز داشت. فردی عملگرا بود، در حالی که تهیه و تنظیم مقالات و متون آموزشی سازمان و مقالات آموزشی برای کلاس‌ها و حوزه‌های تشکیلات را انجام می‌داد. از پایه‌های مطالعاتی و ایدئولوژیک سازمان حساب می‌شد. وی تا سال ۱۳۴۷ با سازمان همکاری داشت، ولی پس از آن به دلایلی از فعالیت‌های سیاسی کنار کشید. از دلایل عنوان شده، ابتلا به بیماری صرع است. همچنین مخالفت او با تمرکز سازمان بر روی کارهای تئوریک از مواردی است که ذکر کرده‌است. پس از جدائی از سازمان به زندگی عادی روی آورد.

## دستگیری و زندان
در ۲۴ تیر ۱۳۴۲ به دلیل ارتباط او با افراد نهضت آزادی، ساواک تصمیم به دستگیری او گرفت که موفق به انجام آن نشد. پس از خروج از سازمان، در ۱۰ دی ۱۳۵۲ توسط ساواک دستگیر شد که پس از بازجویی‌های متعدد به ۱۸ ماه حبس محکوم شد. پس از گذراندن دوران محکومیت در ۳۱ خرداد ۵۴، به دلیل عدم همراهی و همکاری با ساواک و امتناع از مصاحبهٔ تلویزیونی، یک سال بر محکومیتش افزوده گشت و در ۲۴ مرداد ۵۵ آزاد گشت و پس از آن از فعالیت سیاسی خودداری کرد. و سرانجام در ۱ مرداد ۱۳۹۶ بر اثر بیماری سرطان فوت کرد.